# Hans Jucker (Archäologe)
Hans Jucker (* 25. Januar 1918 in Mogelsberg; † 9. März 1984 in Bern) war ein Schweizer Klassischer Archäologe. Er galt als einer der „renommiertesten Kenner des römischen Porträts“.

## Leben
Hans Jucker, der aus einer Basler Theologen- und Kirchenmusikerfamilie stammte, wuchs in Veitheim auf und besuchte das Gymnasium in Aarau. Ab 1937 studierte er an der Universität Basel Klassische Archäologie (bei Ernst Pfuhl), Klassische Philologie (bei Peter Von der Mühll und Harald Fuchs) und Alte Geschichte (bei Felix Staehelin). Nach dem dritten Semester wechselte Jucker an die Universität Zürich. Bei Ausbruch des Zweiten Weltkriegs wurde er zum Aktivdienst eingezogen und musste sein Studium immer wieder unterbrechen. 1945 schied er als Major aus der Armee aus und schloss  bereits ein Jahr später sein Studium ab: 1946 absolvierte er das Staatsexamen für Griechisch, Latein und Geschichte und wurde gleichzeitig im Fach Klassische Archäologie bei Arnold von Salis mit der Dissertation Vom Verhältnis der Römer zur bildenden Kunst der Griechen promoviert.
Nach dem Studium arbeitete Jucker kurze Zeit als Hilfslehrer am Gymnasium in Aarau und ging dann als Stipendiat an das Schweizer Institut in Rom, das erst seit kurzem bestand. Dort forschte Jucker vier Jahre lang zur römischen Kunst und Architektur und sammelte Material für seine späteren Publikationen. 1949 arbeitete er ein halbes Jahr als Gastassistent bei Reinhard Herbig in Heidelberg. Nach dem Ende der Stipendiatenzeit ging Jucker 1950 als Lehrer an die Kantonsschule Winterthur. Im selben Jahr heiratete er auch die Archäologin Ines Scherrer. 1952 zog das Paar nach Zürich, wo Jucker an der Kantonsschule Rämibühl arbeitete und seine Habilitation vorantrieb. Er erreichte sie 1956 bei Hans Bloesch mit der Schrift Das Bildnis im Blätterkelch – Geschichte und Bedeutung einer römischen Porträtform, die er 1961 veröffentlichte. Die römische Porträtplastik blieb Juckers hauptsächliches Forschungsgebiet. Gemeinsam mit dessen Direktor René Wehrli organisierte er am Kunsthaus Zürich die Ausstellungen Altrömische Porträtplastik (1953), Prähistorische Bronzen aus Sardinien (1954) und Kunst und Leben der Etrusker (1955).
Als die Universität Bern 1957 die Einrichtung eines Archäologischen Seminars beschloss, erhielt Jucker den entsprechenden Lehrstuhl – zunächst als halbamtlicher ausserordentlicher Professor, ab 1961 als hauptamtlicher Ordinarius. In Bern gestaltete er die Abguss- und Originalsammlung der Universität zu einem Werkzeug archäologischer Forschung und vertrat die Archäologie in Forschung und Lehre. Auch veranstaltete er zwei Ausstellungen, Antike Kunst aus Privatbesitz Bern – Biel – Solothurn (1967) und Gesichter. Griechische und römische Bildnisse aus Schweizer Besitz (1982/1983) anlässlich seiner Emeritierung.
Hans Jucker starb am 9. März 1984 in Bern nach kurzer, schwerer Krankheit.